# Gheorghe Mihali
Gheorghe Mihali (Borsa, 1965. december 9. –) román válogatott labdarúgó.
A román válogatott tagjaként részt vett az 1994-es világbajnokságon és az 1996-os Európa-bajnokságon.

## Sikerei, díjai
Dinamo București
- Román bajnok (2): 1991-92, 1999-00
- Román kupa (2): 1999-00, 2000–01

EA Guingamp
- Intertotó-kupa (1): 1996
- Francia kupadöntős (1): 1996–97